# Nagi pies meksykański
Nagi pies meksykański (inna nazwa: bezwłosy pies Azteków) – rasa psów, które nie posiadają owłosienia. Typ chartowaty. Nie podlega próbom pracy. Obowiązujący wzorzec rasy pojawił się 8 października 2012 roku.
Hodowane były w Meksyku, by ogrzewać stopy właściciela podczas snu. Składane były również przez Azteków jako rytualne ofiary. Występują w trzech wielkościach: małej, średniej i dużej. Istnieje odmiana, która posiada włos. Obecnie nie są zbyt popularną rasą.